# Francis Cabrel/Diskografie
Diese Diskografie ist eine Übersicht über die musikalischen Werke des französischen Chansonniers und Komponisten Francis Cabrel. Den Quellenangaben und Schallplattenauszeichnungen zufolge hat er bisher mehr als 16,9 Millionen Tonträger verkauft, davon alleine in seiner Heimat über 13,3 Millionen. Seine erfolgreichste Veröffentlichung ist das Album Samedi soir sur la Terre mit über 3,2 Millionen verkauften Einheiten. Sofern nicht anders angegeben, wurde die Musik von ihm komponiert und die Texte von ihm geschrieben.

## Alben

### Studioalben
| Jahr | Titel Musiklabel Katalog-Nr.                             | Höchstplatzierung, Gesamtwochen, AuszeichnungChartplatzierungen (Jahr, Titel, Musiklabel Katalog-Nr., Platzierungen, Wochen, Auszeichnungen, Anmerkungen) | Höchstplatzierung, Gesamtwochen, AuszeichnungChartplatzierungen (Jahr, Titel, Musiklabel Katalog-Nr., Platzierungen, Wochen, Auszeichnungen, Anmerkungen) | Höchstplatzierung, Gesamtwochen, AuszeichnungChartplatzierungen (Jahr, Titel, Musiklabel Katalog-Nr., Platzierungen, Wochen, Auszeichnungen, Anmerkungen) | Anmerkungen |
| Jahr | Titel Musiklabel Katalog-Nr.                             | FR | BEW | CH | Anmerkungen |
| ---- | -------------------------------------------------------- | --- | --- | --- | --- |
| 1977 | Les murs de poussière CBS 82263                          | FR111 a Platin · (3 Wo.)FR | — | — | 2015 wiederveröffentlicht in einer neu bearbeiteten Remastered-Version als CD (CBS 460097 2) Verkäufe: + 300.000 |
| 1979 | Les chemins de traverse CBS 83433                        | FR131 a ×2Doppelplatin · (2 Wo.)FR | — | — | 2015 wiederveröffentlicht in einer neu bearbeiteten Remastered-Version als CD (CBS 460100 2) Verkäufe: + 600.000 |
| 1980 | Fragile b CBS 84382                                      | FR112 a Diamant · (3 Wo.)FR | — | — | 2015 wiederveröffentlicht in einer neu bearbeiteten Remastered-Version als CD (CBS 465007 2) Verkäufe: + 1.000.000 |
| 1981 | Carte postale c CBS S85743                               | FR142 a ×2Doppelplatin · (2 Wo.)FR | — | — | Verkäufe: + 600.000 |
| 1983 | Quelqu’un de l’intérieur CBS 25639                       | FR118 a ×2Doppelplatin · (2 Wo.)FR | — | — | 2015 wiederveröffentlicht in einer neu bearbeiteten Remastered-Version als CD (CBS 466488 2) Verkäufe: + 650.000 |
| 1985 | Photos de voyages CBS 26715                              | FR154 a ×2Doppelplatin · (2 Wo.)FR | — | — | 2015 wiederveröffentlicht in einer neu bearbeiteten Remastered-Version Verkäufe: + 650.000 |
| 1989 | Sarbacane CBS 4634621                                    | FR59 Diamant · (12 Wo.)FR | — | CH— PlatinCH | Erstveröffentlichung: 19. Mai 1989 Charteinstieg in FR erst 1999; 2015 wiederveröffentlicht in einer neu bearbeiteten Remastered-Version Verkäufe: + 1.200.000 |
| 1994 | Samedi soir sur la Terre Columbia 475949 2               | FR22 Diamant · (70 Wo.)FR | BEW4 ×4Vierfachplatin · (116 Wo.)BEW | CH— ×2DoppelplatinCH | Erstveröffentlichung: 4. April 1994 Charteinstieg in FR erst 1996, in BEW erst 1995; 2015 wiederveröffentlicht in einer neu bearbeiteten Remastered-Version, die CD befindet sich in einem als Buch gestalteten Pappcover Verkäufe: + 3.200.000 |
| 1997 | Sol en si                                                | FR3 (17 Wo.)FR | BEW4 (93 Wo.)BEW | — | Erstveröffentlichung: 6. Oktober 1997 mit Michel Jonasz, Catherine Lara, Maxime Le Forestier, Maurane, Alain Souchon & Zazie |
| 1999 | Hors-saison Columbia COL 494202 2                        | FR1 Diamant · (81 Wo.)FR | BEW1 ×2Doppelplatin · (55 Wo.)BEW | CH— PlatinCH | Erstveröffentlichung: 29. März 1999 2015 wiederveröffentlicht in einer neu bearbeiteten Remastered-Version, meistverkauftes Album des Jahres 1999 in Frankreich, die CD befindet sich in einem als Buch gestalteten Pappcover Verkäufe: + 1.160.000                                                                                                |
| 2004 | Les beaux dégâts Columbia COL 516 307 2                  | FR1 ×2Doppelplatin · (78 Wo.)FR | BEW1 Gold · (55 Wo.)BEW | CH3 Gold · (18 Wo.)CH | Erstveröffentlichung: 17. Mai 2004 2015 wiederveröffentlicht in einer neu bearbeiteten Remastered-Version Verkäufe: + 635.000 |
| 2008 | Des roses & des orties Sony BMG 88697271472              | FR1 Diamant · (112 Wo.)FR | BEW1 ×2Doppelplatin · (121 Wo.)BEW | CH3 Platin · (33 Wo.)CH | Erstveröffentlichung: 28. März 2008 die CD befindet sich in einem als Buch gestalteten Pappcover; zeitgleich erschien in limitierter Auflage ein Vinyl-Album, bestehend aus einer LP mit den von Cabrel komponierten Liedern und einer Maxi-Single mit drei Coverversionen auch als Doppel-LP erschienen (Columbia B0025UAF9Y) Verkäufe: + 820.000 |
| 2012 | Vise le ciel ou Bob Dylan revisité Chandelle 88725466522 | FR1 ×2Doppelplatin · (24 Wo.)FR | BEW1 Gold · (40 Wo.)BEW | CH10 (9 Wo.)CH | Erstveröffentlichung: 22. Oktober 2012 Tributealbum für Bob Dylan; auch als Vinyl-Langspielplatte erschienen (Columbia 88725466541) Verkäufe: + 210.000 |
| 2015 | In extremis Sony Music 0888750856524                     | FR1 ×3Dreifachplatin · (78 Wo.)FR | BEW1 Platin · (81 Wo.)BEW | CH2 (37 Wo.)CH | Erstveröffentlichung: 27. April 2015 auch als Doppel-LP erschienen (Sony Music 0888750856517) Verkäufe: + 320.000 |
| 2020 | Rock ’n’ Roll Show                                       | FR42 (3 Wo.)FR | BEW57 (3 Wo.)BEW | — | mit Dick Rivers & les Parses |
| 2020 | À l’aube revenant                                        | FR1 ×2Doppelplatin · (54 Wo.)FR | BEW1 (56 Wo.)BEW | CH1 (16 Wo.)CH | Erstveröffentlichung: 16. Oktober 2020 Verkäufe: + 200.000 |

grau schraffiert: keine Chartdaten aus diesem Jahr verfügbar
- Todo aquello que escribi (CBS S-84591, dieses Album ist eine in Spanien erschienene Version des Albums Fragile mit teilweise spanischen Texten, die Reihenfolge der Lieder wurde beibehalten)
- La quiero a morir (CBS 14 1418, in Kolumbien erschien dieses Album mit dem Cover von Fragile und weitgehend spanischen Texten, die Reihenfolge der Lieder wurde geändert, der Inhalt entspricht nur teilweise der spanischen Ausgabe, einziges französisch gesungenes Lied ist Je l’aime à mourir, das in spanischer Version als La quiero a morir ebenfalls auf dem Album erschien)

- La postal (CBS, die Titelliste ist weitgehend identisch mit der des Albums Carte postale; Carte postale, Répondez-moi und Ma place dans le trafic sind in spanischer Sprache vorgetragen, La fille du square ist identisch mit Comme une madone oubliée, 2015 wiederveröffentlicht in einer neu bearbeiteten Remastered-Version)

### Livealben
| Jahr | Titel Musiklabel Katalog-Nr.            | Höchstplatzierung, Gesamtwochen, AuszeichnungChartplatzierungen (Jahr, Titel, Musiklabel Katalog-Nr., Platzierungen, Wochen, Auszeichnungen, Anmerkungen) | Höchstplatzierung, Gesamtwochen, AuszeichnungChartplatzierungen (Jahr, Titel, Musiklabel Katalog-Nr., Platzierungen, Wochen, Auszeichnungen, Anmerkungen) | Höchstplatzierung, Gesamtwochen, AuszeichnungChartplatzierungen (Jahr, Titel, Musiklabel Katalog-Nr., Platzierungen, Wochen, Auszeichnungen, Anmerkungen) | Anmerkungen |
| Jahr | Titel Musiklabel Katalog-Nr.            | FR | BEW | CH | Anmerkungen |
| ---- | --------------------------------------- | --- | --- | --- | --- |
| 1984 | Cabrel public CBS 8865                  | FR92 ×2Doppelplatin · (3 Wo.)FR | — | — | Charteinstieg in FR erst 2001 2015 wiederveröffentlicht in einer neu bearbeiteten Remastered-Version als CD (CBS 88652), die Aufnahmen entstanden im Februar 1984 in Paris, einzige Ausnahme ist La fabrique, die Coverversion des Lieds Millworker von James Taylor wurde im Mai 1983 im Studio in Toulouse aufgenommen Verkäufe: + 700.000 |
| 1991 | D’une ombre à l’autre Columbia 468971 2 | FR— ×2DoppelplatinFR | — | — | Charteinstieg in FR erst 2001 3 CDs, es handelt sich um 43 Live-Aufnahmen zweier Tourneen, vom 1. und 2. Dezember 1989 stammen die Lieder der CD 1 und die ersten sieben Titel von CD 2, sie wurden im Rahmen der „Sarcabane Tour“ im Palais des Sports in Toulouse aufgezeichnet, alle folgenden Stücke entstammen der „Acoustic Show“ vom 12. bis 15. Mai 1991 im Centre Culturel in Sarlat; im Jahr 2000 erschien D’une ombre à l’autre als Videoalbum, welche 34 Lieder enthält Verkäufe: + 600.000 |
| 2000 | Double Tour (électrique & acoustique)   | FR2 ×2Doppelgold · (19 Wo.)FR | BEW15 (6 Wo.)BEW | — | Erstveröffentlichung: 16. Oktober 2000 Verkäufe: + 200.000 |
| 2005 | La tournée des bodegas                  | FR15 Gold · (21 Wo.)FR | BEW21 (20 Wo.)BEW | CH63 (2 Wo.)CH | Erstveröffentlichung: 18. November 2005 Verkäufe: + 100.000 |
| 2016 | L’In Extremis Tour                      | FR4 Gold · (20 Wo.)FR | BEW3 (39 Wo.)BEW | CH16 (3 Wo.)CH | Erstveröffentlichung: 14. Oktober 2016 Verkäufe: + 50.000 |
| 2021 | Trobador Tour                           | FR16 Gold · (44 Wo.)FR | BEW7 (18 Wo.)BEW | CH20 (5 Wo.)CH | Erstveröffentlichung: 3. Dezember 2021 Verkäufe: + 50.000 |

grau schraffiert: keine Chartdaten aus diesem Jahr verfügbar

### Kompilationen
| Jahr | Titel Musiklabel Katalog-Nr.           | Höchstplatzierung, Gesamtwochen, AuszeichnungChartplatzierungen (Jahr, Titel, Musiklabel Katalog-Nr., Platzierungen, Wochen, Auszeichnungen, Anmerkungen) | Höchstplatzierung, Gesamtwochen, AuszeichnungChartplatzierungen (Jahr, Titel, Musiklabel Katalog-Nr., Platzierungen, Wochen, Auszeichnungen, Anmerkungen) | Höchstplatzierung, Gesamtwochen, AuszeichnungChartplatzierungen (Jahr, Titel, Musiklabel Katalog-Nr., Platzierungen, Wochen, Auszeichnungen, Anmerkungen) | Anmerkungen |
| Jahr | Titel Musiklabel Katalog-Nr.           | FR | BEW | CH | Anmerkungen |
| ---- | -------------------------------------- | --- | --- | --- | --- |
| 1987 | Cabrel 77-87                           | FR85 Diamant · (10 Wo.)FR | BEW12 ×2Doppelplatin · (57 Wo.)BEW | CH— PlatinCH | Charteinstieg in FR erst 2016, in BEW erst 1995 Verkäufe: + 1.160.000                                                                             |
| 1998 | Algo más de amor Columbia COL 489361 2 | — | — | — | das Album ist ein Sampler mit Liedern in spanischer Sprache, die schon auf früheren Alben bzw. als Single (Vengo a ofrecer mi corazón) erschienen |
| 2007 | L’essentiel 1977–2007                  | FR44 Platin · (63 Wo.)FR | BEW1 Platin · (352 Wo.)BEW | CH13 Gold · (52 Wo.)CH | Erstveröffentlichung: 1. Juni 2007 Verkäufe: + 295.000                                                                                            |
| 2018 | L’essentiel 1977–2017                  | FR19 (40 Wo.)FR | BEW12 (79 Wo.)BEW | — | Erstveröffentlichung: 8. Dezember 2017 |

grau schraffiert: keine Chartdaten aus diesem Jahr verfügbar

## Singles
| Jahr | Titel Album                                                   | Höchstplatzierung, Gesamtwochen, AuszeichnungChartplatzierungen (Jahr, Titel, Album, Platzierungen, Wochen, Auszeichnungen, Anmerkungen) | Höchstplatzierung, Gesamtwochen, AuszeichnungChartplatzierungen (Jahr, Titel, Album, Platzierungen, Wochen, Auszeichnungen, Anmerkungen) | Anmerkungen |
| Jahr | Titel Album                                                   | FR | BEW | Anmerkungen |
| --- | ------------------------------------------------------------- | --- | --- | --- |
| 1977 | Les murs de poussière                                         | — | BEW45 (2 Wo.)BEW | |
| 1979 | Je l’aime à mourir Les chemins de traverse                    | FR120 Gold · (8 Wo.)FR | — | Charteinstieg in FR erst 2012 1980 mit spanischem Text (La quiero a morir auf dem gleichnamigen Album) erschienen, 2011 erschien eine Coverversion von Shakira die Platz 1 in Frankreich und Belgien erreichte Verkäufe: + 500.000                      |
| 1980 | L’encre de tes yeux Fragile                                   | FR136 d (3 Wo.)FR | — | auch in italienischer Sprache veröffentlicht |
| 1985 | Encore et encore Photos de voyages                            | FR14 Gold · (17 Wo.)FR | — | Verkäufe: + 250.000 |
| 1987 | Il faudra leur dire Cabrel 77-87                              | FR2 Gold · (32 Wo.)FR | — | Verkäufe: + 500.000 |
| 1989 | Sarbacane                                                     | FR30 (8 Wo.)FR | — | |
| 1989 | C’est écrit Sarbacane                                         | FR6 Gold · (20 Wo.)FR | — | Verkäufe: + 200.000 |
| 1990 | Animal Sarbacane                                              | FR31 (11 Wo.)FR | — | |
| 1990 | Tout le monde y pense Sarbacane                               | FR19 (16 Wo.)FR | — | |
| 1991 | Petite Marie (live) D’une ombre à l’autre                     | FR5 Gold · (17 Wo.)FR | — | Verkäufe: + 125.000 |
| 1994 | La corrida Samedi soir sur la terre                           | FR7 (25 Wo.)FR | — | Columbia 5099766097817, das Lied prangert die Praxis des Stierkampfs an, es entstand unter Mitwirkung von Nicolas Reyes (Gipsy Kings), als CD-Single veröffentlicht, diese Single enthielt zusätzlich das bis dahin unveröffentlichte Lied Vite croisée |
| 1994 | Je t’aimais, je t’aime, je t’aimerai Samedi soir sur la terre | FR78 d (10 Wo.)FR | — | |
| 1995 | Octobre Samedi soir sur la terre                              | FR88 d (2 Wo.)FR | — | |
| 1997 | Vengo a ofrecer mi corazón Algo más de amor                   | — | BEW39 (2 Wo.)BEW | Erstveröffentlichung: Oktober 1997 mit Mercedes Sosa |
| 1999 | Hors-saison                                                   | FR133 d (1 Wo.)FR | — | |
| 2002 | La complainte de la butte Entre deux                          | FR48 (16 Wo.)FR | — | Erstveröffentlichung: 11. November 2002 mit Patrick Bruel |
| 2008 | La robe & l’échelle Des roses & des orties                    | — | BEW2 (22 Wo.)BEW | |
| 2008 | Le chêne Liège Des roses & des orties                         | — | BEW31 (2 Wo.)BEW | |
| 2009 | Des hommes pareils Des roses & des orties                     | — | BEW22 (9 Wo.)BEW | |
| 2012 | Comme une femme Vise le ciel ou Bob Dylan revisité            | FR130 (1 Wo.)FR | — | Erstveröffentlichung: 20. August 2012 |
| 2015 | Partis pour rester In extremis                                | FR42 (21 Wo.)FR | BEW39 (1 Wo.)BEW | Erstveröffentlichung: 16. März 2015 |
| 2015 | À chaque amour que nous ferons In extremis                    | FR141 (1 Wo.)FR | — | Erstveröffentlichung: 12. Oktober 2015 |
| Folgende Lieder erschienen nicht als Single, wurden aber durch das Album zum Download und Streaming bereitgestellt und konnten somit eine Platzierung erlangen: |                                                               | | | |
| |                                                               | | | |
| 2008 | Mademoiselle l’aventure Des roses & des orties                | FR150 d (1 Wo.)FR | — | |
| 2014 | Lucie Kiss & Love                                             | FR193 (1 Wo.)FR | — | mit Nolwenn Leroy |

grau schraffiert: keine Chartdaten aus diesem Jahr verfügbar
Weitere Singles
| - 1977: L’Instant d’amour - 1978: Pas trop de peine - 1979: Je rêve - 1980: Je pense encore à toi - 1981: La dame de Haute-Savoie - 1981: Carte postale - 1982: Répondez-moi - 1983: La fille qui m’accompagne - 1984: Saïd et Mohammed - 1984: Question d’équilibre - 1985: Tourner les hélicos - 1986: Je te suivrai - 1994: La cabane du pêcheur - 1995: Samedi soir sur la Terre - 1999: Presque rien - 1999: Le reste du temps | - 2000: Le monde est sourd - 2000: Ma place dans le trafic (live) - 2004: Bonne nouvelle - 2004: Qu’est-ce que t’en dis? - 2004: Tu me corresponds - 2005: Les gens absents - 2005: Je pense encore à toi (live) - 2006: Gardien de nuit - 2007: Le gorille - 2009: Né dans le Bayou (Coverversion des Lieds Born On the Bayou von Creedence Clearwater Revival (B-Seite deren Hit-Single Proud Mary)) - 2009: Les cardinaux en costume (live) - 2012: Je te veux - 2015: Dur comme fer - 2016: Le pays d’à côté |

## Boxsets
| Jahr | Titel                                         | Höchstplatzierung, Gesamtwochen, AuszeichnungChartplatzierungen (Jahr, Titel, Platzierungen, Wochen, Auszeichnungen, Anmerkungen) | Höchstplatzierung, Gesamtwochen, AuszeichnungChartplatzierungen (Jahr, Titel, Platzierungen, Wochen, Auszeichnungen, Anmerkungen) | Höchstplatzierung, Gesamtwochen, AuszeichnungChartplatzierungen (Jahr, Titel, Platzierungen, Wochen, Auszeichnungen, Anmerkungen) | Anmerkungen |
| Jahr | Titel                                         | FR | BEW | CH | Anmerkungen |
| ---- | --------------------------------------------- | --- | --- | --- | ----------- |
| 2004 | Public / Sarbacane / Samedi soir sur la terre | FR193 (1 Wo.)FR | — | — |             |

Weitere Boxsets
- 1995: Les murs de poussière / Les chemins de traverse / Fragile (FR: Gold; Verkäufe: + 100.000, 3CD-Box)

## Statistik

### Chartauswertung
|                     | FR     | BEW      | CH    |
| ------------------- | ------ | -------- | ----- |
| Nummer-eins-Alben   | FR6FR  | BEW7BEW  | CH1CH |
| Top-10-Alben        | FR9FR  | BEW10BEW | CH5CH |
| Alben in den Charts | FR24FR | BEW15BEW | CH8CH |

|                       | FR     | BEW     | CH    |
| --------------------- | ------ | ------- | ----- |
| Nummer-eins-Singles   | FR—FR  | BEW—BEW | CH—CH |
| Top-10-Singles        | FR4FR  | BEW1BEW | CH—CH |
| Singles in den Charts | FR19FR | BEW6BEW | CH—CH |

### Auszeichnungen für Musikverkäufe
| Goldene Schallplatte - Frankreich - 1995: für das Videoalbum Le spectacle acoustique - 2001: für das Videoalbum D’une ombre à une autre - Kanada - 1985: für das Album Quelqu’un de l’intérieur - 1986: für das Album Photos de voyages - 1991: für das Album Cabrel 77-87 - 1999: für das Album Hors-saison - 2007: für das Album L’essentiel 1977–2007 Platin-Schallplatte - Europa - 1999: für das Album Hors-saison - Frankreich - 2001: für das Videoalbum Tournee Hors-saison - Kanada - 1990: für das Album Cabrel Public | 2× Platin-Schallplatte - Frankreich - 2001: für das Videoalbum Sarbacane tour - Kanada - 1992: für das Album Sarbacane - 1998: für das Album Samedi soir sur la terre 3× Platin-Schallplatte - Europa - 2004: für das Album Samedi soir sur la terre - Frankreich - 2009: für das Videoalbum La Tournee Des roses et des orties |

Anmerkung: Auszeichnungen in Ländern aus den Charttabellen bzw. Chartboxen sind in ebendiesen zu finden.
| Land/RegionAuszeichnungen für Musikverkäufe (Land/Region, Auszeichnungen, Verkäufe, Quellen) | Silber     | Gold       | Platin       | Diamant     | Verkäufe    | Quellen                                                   |
| -------------------------------------------------------------------------------------------- | ---------- | ---------- | ------------ | ----------- | ----------- | --------------------------------------------------------- |
| Belgien (BRMA)                                                                               | —          | 2× Gold2   | 15× Platin15 | —           | 710.000     | ultratop.be                                               |
| Europa (IFPI)                                                                                | —          | —          | 4× Platin4   | —           | (4.000.000) | ifpi.org (Memento vom 1. Januar 2014 im Internet Archive) |
| Frankreich (SNEP)                                                                            | 3× Silber3 | 10× Gold10 | 29× Platin29 | 6× Diamant6 | 13.350.000  | infodisc.fr snepmusique.com                               |
| Kanada (MC)                                                                                  | —          | 5× Gold5   | 5× Platin5   | —           | 750.000     | musiccanada.com                                           |
| Schweiz (IFPI)                                                                               | —          | 2× Gold2   | 6× Platin6   | —           | 315.000     | hitparade.ch                                              |
| Insgesamt                                                                                    | 3× Silber3 | 19× Gold19 | 59× Platin59 | 6× Diamant6 |             |                                                           |